# Ступар Мирослав Іванович
Ступар Мирослав Іванович (27 серпня 1941, Івано-Франківськ, Українська РСР) — український радянський футболіст, воротар. Відомий футбольний арбітр.

## Ранні роки
Мирослав в дитинстві захоплювався ігровими видами спорту, зокрема футболом. Також займався гімнастикою та легкою атлетикою, що дозволило згодом стати вправним воротарем. У 1958 році в складі збірної України він став переможцем Всесоюзних ігор школярів, що відбувалися в Тбілісі.

## Кар'єра гравця
З кінця 50-х років XX століття Мирослав Ступар виступає за «Спартак» (Івано-Франківськ). У 1962 переходить у «Волинь» (Луцьк), звідки попадає у дубль київського «Динамо». В 1964 році старший тренер хмельницького «Динамо» Євген Лемешко запросив молодого воротаря Мирослава Ступара в свою команду. Два сезони (1964–1965 роки) Мирослав захищав ворота хмельничан. В 1969 році вже в складі івано-франківського «Спартака» став чемпіоном України серед команд класу «Б», за що йому було присвоєно звання КМС.

## Суддівська кар'єра
У 1970 році він почав свою кар'єру судді. У 1972 році почав працювати викладачем Прикарпатського педагогічного інституту в Івано-Франківську. У 1976 році отримав право судити у Вищій лізі Радянського Союзу. Вже 1979 року переміг на республіканському і всесоюзному конкурсі «Олімпійський арбітр». Наступного року став арбітром ФІФА і провів футбольні матчі ХХІІ Олімпійських ігор 1980 року в Москві. На чемпіонаті світу 1982 року в Іспанії, як єдиний представник суддівського корпусу СРСР, відсудив один матч між збірними Франції та Кувейту, за результатами якої його було дискваліфіковано та назавжди усунуто від суддівства на міжнародній арені. У вищій лізі СРСР провів 156 матчів, 21 гру на Кубок, 53 міжнародні матчі, 4 фінали Кубка СРСР і VIII Спартакіади народів СРСР. Нагороджений пам'ятною золотою медаллю за роботу на 100 матчах чемпіонату СРСР. 7 разів входив до числа найкращих футбольних суддів СРСР (1978-1989).
У 1991 році він завершує суддівську діяльність і стає членом суддівського комітету Федерації футболу України, а з 1994-го — інспектором комітету арбітрів ФФУ. У 2003 році Мирославові Ступару присвоєно вчене звання доцента і почесне звання «Заслужений працівник фізичної культури і спорту України». Тепер працює в Прикарпатському університеті імені Василя Стефаника на факультеті фізичного виховання і спорту, кафедри спортивно-академічних дисциплін. Автор багатьох робіт з теорії і методики футболу та арбітражу.

## Сім'я
У 1962 році одружився з Романою Андрусишин. Син Володимир народився в подружжя у 1965.  Пізніше виступав за команди: «Прикарпаття» (Івано-Франківськ), «Кривбас» Кривий Ріг, «Закарпаття» Ужгород, «Зірка» Кіровоград.

## Цікавий факт
- На ЧМ-1982 скасував гол Алена Жиресса (збірна Франції) у матчі проти Кувейту на вимогу голови футбольної асоціації Кувейту, принца Фахада аль-Ахмеда, котрий був присутній на трибунах[8][9]. За це був пожиттєво відсторонений ФІФА від суддівства[10].